# Impossible Is Nothing
«Impossible Is Nothing» (с англ. — «Нет ничего невозможного») — песня австралийской хип-хоп исполнительницы Игги Азалии, выпущенная 9 марта 2014 года в качестве промо-сингла из дебютного студийного альбома исполнительницы The New Classic (2014). В композиции используется интерполяция песни «Proust» французско-ливанского композитора Габриэля Яреда.

## Композиция
«Impossible Is Nothing» — это медленная песня в стиле хип-хоп. Издание Music Times пишет, что у трека «захватывающее, но оптимистичное» звучание. По словам MTV.news, песня приобретает более «уязвимое» звучание, чем предыдущий материал Азалии. Инструментарий трека включает в себя клавишные, барабаны, аккомпанемент электрогитары и синтезаторы. Также слышны звуковые эффекты сирены и колоколов. В своём исполнении Азалия применяет технику мантры. По словам издания The Quietus, в лирике песни Игги изображена как «трудолюбивая австралийская девушка и феминистская богиня». Джон Лукас из The Georgia Straight описывает эту песню как «небольшой мотивирующий семинар».

## Восприятие
Как и следовало ожидать, песни типа «Impossible Is Nothing», в которых Игги рассуждает о жизненных переживаниях, более интересны, чем те, в которых она выставляет напоказ свои ликвидные активы. Слушатели определённо больше проникнутся песнями, где она обещает продолжать стремиться, потому что стремление встроено в её флоу. В этом и заключается её сложность.
В целом песня получила положительные отзывы от музыкальных критиков. В своём обзоре The National написали, что это один из двух треков на The New Classic, «которые выделяются», и похвалили его «эмоциональное» звучание. XXL также сочли трек ярким моментом альбома и отметили его «воодушевляющий посыл». Rap-Up охарактеризовали «Impossible Is Nothing» как «гимн смелости». Oyster одобряющие отозвались об искренности текстов и сказали, что песня скрывает в себе «силу воодушевляющих и непрекращающихся чувств». NME заявили, что трек продемонстрировал «остроумие, индивидуальность и лирическое мастерство Азалии». Некоторые критики сравнили песню с творчеством Эминема.

## Чарты
| Чарты (2014)                      | Высшая позиция |
| --------------------------------- | -------------- |
| Великобритания (UK Singles Chart) | 168            |
| Великобритания (UK R&B Chart)     | 30             |